# パトリク・ヴォレマルク
イェンス・パトリク・ヴォレマルク（Jens Patrik Wålemark、2001年10月14日 - ）は、スウェーデン・ヨーテボリ出身のサッカー選手。エクストラクラサ・レフ・ポズナン所属。ポジションはFW、MF。

## クラブ経歴
2020年7月2日、エーレブルーSKとのリーグ戦にてBKヘッケンでのプロデビューを果たした。
2022年1月17日、フェイエノールトに移籍し、4年契約を交わした。2023年8月31日、2023-24シーズンの間はSCヘーレンフェーンへレンタル移籍することが決定した。